# 笹沼樹
笹沼 樹（ささぬま たつき、1994年〈平成6年〉 - ）は、日本のチェリスト。東京都新宿区出身。弦楽四重奏団・カルテット・アマービレのチェロ担当。

## 略歴
1994年（平成6年）、東京都三鷹市で生誕。新宿区出身。
2001年（平成13年）、学習院初等科に入学。7歳のときに初等科にあった管弦楽部の演奏を目の当たりにし、あの管弦楽部に入りたいと思うと同時に弦楽器をかっこいいと思う。最初はヴァイオリンに惹かるもヴァイオリンは2～3歳から始めた既に弾けている者が多く、管弦楽部にはヴィオラは無かったため、見た目にもかっこよく、これから頑張っても一番になれるのではないかと思えるチェロを見つけ「これだ」と思い、やってみたいと習いはじめる。チェコスロバキア生まれのヴァーツラフ・アダミーラ（英語: Vaclav Adamira）にチェロを教わるが、週に1回習いに行ったときだけ楽器を触っていた。
初等科4年生くらいのとき、東京都交響楽団が開催し夏休みに参加した子供へ団員が稽古を付けつつ、夏休み終盤に演奏会の舞台に立ち団員の隣りで一緒に演奏できるイベント「ティーンズと都響のためのジョイントコンサート」に参加して、東京都交響楽団の首席である古川展生の隣りで演奏し、そこで舞台に立つ喜びを知る。9歳から本格的にチェロを始め、NHK交響楽団のコンサートマスター・篠崎史紀のジュニア・オーケストラに入りNHK交響楽団の指導員に色々と教わる。その後「佐渡裕とスーパーキッズ・オーケストラ」に加入し、東京ジュニアオーケストラソサエティに参加。在学中、初等科4年生から入部できる学習院初等科の管弦楽部に所属。合奏するのが好きで、一番最初から出来上がるまで皆で取り組んでいくことが楽しかった。
10歳のときから中等科3年生まで、笹沼が希望して古川展生からチェロを教わっていた関係で、銀座のヤマハホールで古川が企画し開催された「銀座チェロ・フェスタ」において、プロのチェリストと子供が混ざってチェロ・アンサンブルをやるというイベントに参加。小等科の頃から様々な演奏家やオーケストラとアンサンブルする機会があり、いつか追いついて同じ世界で演奏をしたいという気持ちがあった。
2007年（平成19年）、学習院中等科に進学。学習院ジュニアオーケストラに所属。水泳部にも3年間所属して競泳を行い、2008年（平成20年）9月13日と14日に東京辰巳国際水泳場で行われた東京都学年別水泳競技大会の自由形250メートルなどにも出場。中等科3年生のとき、中等科2年生のときから話を聞いて貰う機会があった堤剛との様々な会話がきっかけとなり、プロになるのであれば音楽学校に進むべきだろうと選択肢を定め、明確に音楽家を志す。
2010年（平成22年）、入学試験で秀抜な評価を得た学生に給付される「桐朋学園音楽部門芸術教育整備・拡充資金及び奨学基金奨学金」を受け、桐朋女子高等学校音楽科チェロ科に入学。堤剛に師事。
高校1年生で15歳だった2010年（平成22年）より霧島国際音楽祭のマスタークラスを受講し、その後2015年（平成28年）には第36回・霧島国際音楽祭賞と堤剛音楽監督賞を受賞。霧島国際音楽祭にはダン・タイ・ソンと共演した2019年（令和元年）以降は毎年出演しており、霧島国際音楽祭の管弦楽団であるキリシマ祝祭管弦楽団の一員としても舞台に立っている。
2011年（平成23年）、第65回・全日本学生音楽コンクールチェロ部門の高校の部で第1位となり、日本放送協会賞も受賞。同年、クールシュヴェル夏期国際音楽アカデミーのマスタークラスを受講しクリストフ・ヘンケルの指導を受け、受講生コンサートに出演。
2012年（平成24年）、第10回・ビバホールチェロコンクールに入賞し聴衆賞を受賞。同年、佐渡裕による「Yutaka Sado en Concert a l'UNESCO」に参加。同年、パリにてノートルダム大聖堂、シャトレ座、ユネスコ本部で演奏。
2013年（平成25年）2月20日、真駒内六花亭ホールで行われた、はばたく若手シリーズ第1回にて桐朋学園大学の在学生4名によるアイリス弦楽四重奏団（英語: Iris String Quartet）として出演し、ヴィオラ奏者の佐々木亮と共演。同年3月、ヤマハ銀座店コンサートサロンで行われたザルツブルク＝モーツァルト国際室内楽コンクールで1位となる。同年3月、桐朋女子高等学校音楽科チェロ科を首席で卒業。
同年4月、桐朋学園大学ソリスト・ディプロマコースに入学し、同時に学習院大学文学部ドイツ語圏文化学科にも入学し、ドイツロマン主義を専門に学ぶ。外国語ができたほうが演奏家として役に立つだろうと考え、昔からドイツは自分に合っていると思っていたため一番興味を持っていたドイツ語を選択したが、入学後はドイツのロマン主義時代の文学と言語学の世界観に魅了され、それらを真剣に勉強したいという発想に変わった。桐朋学園大学の時間割には、授業とは別にピアノ三重奏、ピアノ五重奏、弦楽四重奏など好きな形態を選択し、2人の先生に1年間付きっきりで教わる室内楽の学級があり、大学1年生から東京クァルテットの磯村和英に教わりはじめ、磯村との出会いが自身も弦楽四重奏をやってみようと思えたきっかけとなる。同年6月、東京芸術大学の4名と桐朋学園大学の4名によってラ・ルーチェ弦楽八重奏団（英語: La Luce String Octet）が結成され、メンバーとして活動を開始。
同年、ヴィオラスペース「若手演奏家のための公開マスタークラス」を受講し今井信子の指導を受ける。同年、ドイツのフライブルク・イム・ブライスガウ市長主催によるアルベルト・ルートヴィヒ大学フライブルク語学研修式典にて演奏。語学留学で2か月ほど滞在したフライブルクでは、現地のフライブルク大学の学生と意気投合し楽しく飲み歩いたりもした。同年、北九州国際音楽祭の開幕公演として行われたガラコンサートに出演。同年10月、テレビマンユニオン音楽事業部による若い四重奏団の発掘と育成を目的として10月から翌年2月まで実施される一般公開の講習会企画「プロジェクトQ」の第11章に、アイリス弦楽四重奏団との一員として参加。
2014年（平成26年）アクアリオ弦楽五重奏団（英語: Acuario Streichquintett）として2月17日にヤマハ銀座店6階コンサートサロンでコンサートを開催し、年末にはオーストリアのザルツブルクにあるミラベル宮殿でのシュロスコンサートに参加。同年4月からは、大学でチェロ奏者の山崎伸子にも師事。同年8月23日、第12回・東京音楽コンクールの弦楽部門で第2位となる。同年10月29日、第83回・日本音楽コンクールのチェロ部門で入選。同年10月からのプロジェクトQ・第12章では、毛利文香（フランス語: Fumika Mohri）を新たに加えたアイリス弦楽四重奏団の他、後にカルテット・アマービレの同士となるヴァイオリンの篠原悠那とヴィオラの中恵菜ら桐朋学園大学の在学生による弦楽四重奏団「リュミエール・クァルテット（英語: Lumiere Quartet）」の一員としても掛け持ちで参加。室内楽が盛んな桐朋学園において、チェロは室内楽のグループを3つ程掛け持ちして活動するのが普通であった。
2015年（平成27年）1月、学習院の学習院創立百周年記念会館にて河上隆介が指揮する学習院ジュニアオーケストラと共演。同年、ヤマハ音楽振興会による2015年度のヤマハ音楽支援制度「音楽奨学支援」の奨学生に選ばれ、4月27日にヤマハ音楽振興会本部で2015年度・認定証授与式が行われる。同年、リュミエール・クァルテットにヴァイオリンの北田千尋が加入し、後のカルテット・アマービレの4名が揃い、その後は同年に山口県と福岡県で演奏会を行い、同年6月にも学内成績優秀者による第94回・桐朋学園室内楽演奏会に出演し、同年10月からのプロジェクトQ・第13章ではカルミナ四重奏団、今井信子らのマスタークラスを受講。2015年（平成27年）、第1回・宗次ホール・ツィゴイネルワイゼン・ヴァイオリンコンクールで第1位となる。同年9月下旬から10月上旬、メルボルン・チェロ・フェスティバル（英語: Melbourne Cello Festival）に参加。
2016年（平成28年）度のロームミュージックファンデーションの奨学生に選ばれ、その後2017年（平成29年）度にも選ばれる。2016年（平成28年）5月13日から22日まで、ラルフ・カーシュバウムが主催しグレゴール・ピアティゴルスキーの弟子のチェリストたちが集まるピアティゴルスキー国際チェロフェスティバル（英語: Piatigorsky International Cello Festival）に参加。チェリストといえばこの人というようなヨーヨー・マやミッシャ・マイスキーも集結し、そこでコンサートも行ったほかマスタークラスではダヴィド・ゲリンガスに学んだイェンス・ペーター・マインツ（英語: Jens Peter Maintz）に指導を受け、ひとつのパッセージに関しても「ブラームスだからこうです」「次に出てくるフレーズはこう弾きます」「ビブラートの回数は…」と重箱の隅を突くように学んだが、ヨーロッパの者はそこまで知っているのかという知識を持っていることや、自身がそれまでに勉強してきたことと対照的なものを持っていることに驚く。同年6月19日、学習院桜友会文学部同窓会の総会にて演奏。同年6月27日と11月7日、早稲田大学公開講座に出演。就職活動の時期、同級生からインターンシップのことを聞かれ、フリーランスとしてかなり覚悟を持って自身の経歴を考えていかねばと気が引き締まる。
2017年（平成29年）3月13日、学習院大学文学部ドイツ語圏文化学科を卒業し、卒業時に学習院大学文化活動賞を受賞、同時に桐朋学園大学音楽学部ソリスト・ディプロマ・コースを修了。同時期に2つの大学を通ったことについて笹沼は「進級が危ぶまれるほど大変な時期もあったが、それ以上に2つの学校生活を通じて得られたもののほうが格段に多かった。演奏練習や音楽の勉強だけだとどうしても煮詰まってしまうが、そんなときに大学でのドイツ文学の学びが息抜きにもなる瞬間があり、視点が切り替わることで相互に刺激を与え合い、高め合えた4年間を過ごせた」と語っている。
生涯学習講座「学習院さくらアカデミー」が2017年（平成29年）4月に開設した記念の特別公演として、同年6月24日に学習院の学習院創立百周年記念会館で行われたリサイタルの、天皇と皇后を迎えての天覧公演で演奏。それまで入学式で使っていた馴染みのある会場が全く別の風景に見え、天皇と皇后を迎えての公演だったこともあり自身で組んだ60分00秒の曲目構成も全て鮮明に記憶に残る、プロになってから特に印象に残る演奏会となった。その後も同校ではリサイタルを毎年開催。学習院は初等科、中等科、高等科、OBと、それぞれ管弦楽団が多く、それらに関わった者たちとの交流も生まれた。
2017年（平成29年）からNHK交響楽団アカデミー生に在籍し、その後2021年（令和3年）4月に修了。NHK交響楽団の演奏会にも月に数公演、出演した。2017（平成29年）、宮崎国際音楽祭の第22回に出演し、その後2018年（平成30年）の第23回にも出演しており、2019年（平成31年）3月には第12回・ミュージックアカデミーinみやざきで講師特別賞を受賞し、同年の第24回・宮崎国際音楽祭にも出演。2017年（平成29年）9月1日から音楽事務所であるコンサートイマジンの所属となり、2024年（令和6年）6月末まで所属。
2017年（平成29年）に全6回行われたシャネル・ピグマリオン・デイズの演奏会に参加した際、レコード会社の最初の演奏会から熱心に通っていたディレクターから「新しいレーベルのシリーズが開始する」と声をかけられてレコーディングを行い、2019年（平成31年）1月23日に日本コロムビアの次代のクラシック音楽界を担う若き才能を紹介するレーベル「オーパス・ワン（英語: Opus One）」よりデビューアルバム『親愛の言葉』をリリースし、音楽之友社の雑誌『レコード芸術』2019年3月号で特選盤に選ばれる。
2020年（令和2年）3月、桐朋学園大学大学院音楽研究科の修士課程を修了。翌月から修士修了後履修生として1年間在籍。同年8月、桐朋学園大学の同級生による弦楽三重奏団でトッパンホールのランチタイムコンサートに出演し、そのメンバーでの継続的な活動を見据え2021年（令和3年）6月10日の主催公演を機にトリオ・リズル（英語: Trio Rizzle）と名付けられ、たびたび出演。
2021年（令和3年）10月より、石田泰尚が率いる弦楽合奏団「石田組」にも所属。
2022年（令和4年）、ソニー音楽財団より第20回・齋藤秀雄メモリアル基金賞のチェロ部門を受賞し、2月24日に東京で贈賞式が行われた。同年9月には、フランスのパリにあるエコールノルマル音楽院で第3課程の特待生となり、2023年（令和5年）9月からはプログラム・エリート課程で学びアンリ・ドマルケット（英語: Henri Demarquette）に師事。
2023年（令和5年）4月1日付けで東京交響楽団の客演首席チェロ奏者に就任。同年6月25日、サントリーホールでのスロヴァキア・フィルハーモニー管弦楽団との公演の生演奏が収録され、9月27日にオクタヴィアレコードよりアルバム『EXTON ドヴォルザーク:チェロ協奏曲』がリリース。
2024年（令和6年）7月1日から、音楽事務所であるヒラサ・オフィスに所属して活動。同年9月から、ベルギーの学術機関であるエリザベート王妃音楽院（英語: Queen Elisabeth Music Chapel）にてアーティスト・イン・レジデンスの室内楽部門で在籍。

## 人物
使用楽器は宗次コレクションより貸与された1771年製C.F.Landorfi。
一人っ子。身長190センチメートルちょっと。初等科のときは170センチメートル無かったくらいで後ろから3番目だったが、中等科で身長が一気に伸び190センチメートルを過ぎたときから、身長はもうこれ以上伸びなくても良いという思いから怖くて身長を測っていない。身長が高いため、オーケストラの一員として参加するときには後ろのオーボエ奏者の目を気にしつつ座り、高さ調節がきく椅子だった場合は思いっ切り低くして座るため、腰への負担を考慮し私生活ではエアウィーヴのマットレスを愛用している。オーケストラの一員として演奏している際、腕が長いため共演者の邪魔になりそうなのが悩みでもある。
国内外で音楽祭に参加し、みんなで飲み会に行ったりパーティーをしたり遊びに行ったりしているうちに、英語が喋れるようになった。ロサンゼルスの空港で係員から「スティーヴン・セガールに似ているな」と言われたことがある。これまで人に恵まれてきたことが、自身にとって幸運だったと感じている。
単独でのチェロ、室内楽のチェロ、オーケストラでのチェロという三本柱で取り組んでおり、弦楽四重奏が養ってくれた音楽性や楽曲に対する姿勢は全てに役立っており、素晴らしい指揮者が来たときのオーケストラのリハーサルは作曲家に対する理解を一気に深めてくれている。三本の柱はそれぞれ良さがあるが、全部の魅力を引き出すためには三つの活動は関連し合い、互いに上手く影響し合いながら三本の柱に良い影響を与えてくれているため、どれ一つも欠かすことはできない関係となっており、三つを対等な柱としてバランスよく活動を続けることで相互に刺激を与え合い、高め合っていきたいと考えている。チェロだからこそ、チェロでなければならない魅力を、国内外の演奏を通じて伝えていきたいという気持ちが強くあり、クラシック音楽界の中で目立つことよりも、クラシック音楽をあまり知らない人がチェロを見て「これってギターですか?」と言わなくなる程、チェロという楽器を世の中に普及させていくことが自身の目標でもある。
多趣味である。美味しい物を食べることが好きで全国各地の美味しい物を探し、酒の肴、甘いもの、カレー、カルボナーラを食べ歩いており、かつては食べた物の記録を自身のInstagramに投稿していた。一時期、羊羹の奥深さにも魅了された。コロナ禍からは筋力トレーニングを始め、続けている。蓄音機を集めてSPレコードを聴くのも好きである。クマのプーさんなどのクマのぬいぐるみも好きで、ヨーロッパの街などで購入したりテディベアで有名なドイツのぬいぐるみ製造業であるマルガレーテ・シュタイフのミュージアムにも行った程である。スヌーピーのぬいぐるみも好きである。
夜中に映画を鑑賞するのも好きで、海外に行けなかった2020年（令和2年）は独自のセンスが面白く地方の食べ物を食べたような気になれるという理由から、インドの屋台を撮り続けているYouTuberの動画をひたすら連続再生しており、それを観ながら知らないうちに寝落ちしているのが好みである。スター・ウォーズシリーズもフィギュアなどを集めるほど好きで、公開当時に観たのは『スター・ウォーズ エピソード2/クローンの攻撃』からだったが、掴み所が無い内容でどこが面白いのか理解できなかったものの、中等科のときに『スター・ウォーズ エピソード4/新たなる希望』を観たとき、このシリーズの考え抜かれた人物相関や壮大な時間の繋がりなどが初めて解り、夢中になる。特にダース・ベイダーが大好きで、見た目、背負っているシスの精神、息子のルーク・スカイウォーカーと戦わわねばならなかった運命など、すべてに惹かれている。ダース・ベイダーが好きでグッズをコレクションしている篠崎史紀からは、2つ買ったからと貴重なダース・ベイダーの指輪を1つ貰ったことが、笹沼には嬉しかった。
カルテット・アマービレの仲間から呼ばれている愛称は「ぬーち」「ぬーやん」。カルテット・アマービレの仲間から見た性格は、他者をよく観察しており面倒見が良い。第1ヴァイオリンの篠原悠那は高校の先輩であり霧島国際音楽祭のマスタークラス受講生としても一緒に講義を受けるなど、よく同じ場にいることが多かった。

## エピソード
桐朋学園大学ソリスト・ディプロマコースに入学した2013年（平成25年度）度から、桐朋学園の「チェロアンサンブル・サイトウ」奨学金を受けており、2014年（平成26年度）度、2015年（平成27年度）度、2017年（平成29年度）度、2018年（平成30年度）度、2019年度にも受けている。
2016年（平成28年）9月に、カルテット・アマービレとしてミュンヘン国際音楽コンクールの弦楽四重奏部門で第3位に入賞し特別賞を受賞したが、本選の前日は笹沼を除く3人の気力と体力が尽き疲れ果ててしまい、もう弾けないと断言され予行演習ができなくなったため、明日のために体力を残しておかねばと演習を終えることとなった。1位を取りたかった笹沼はその瞬間、前日には休む余裕があるであろうベテラン出場者との差を実感し、1位を取れないかもしれないという予感がして悲しかった。3位という結果はメンバーにより受け止め方が違い、こんな名誉なことは無いと取材で答えるメンバーもいたが、笹沼はどうしてもそうは言えず、この結果は残念だったが事実を受け止め次の段階に進みたいという気持ちが勝ってしまう。だが、もし1位になっていたら世界ツアーが始まってしまい、弦楽四重奏としてのスケジュールが100パーセントになってしまうため、ミュンヘン国際音楽コンクールの1年後にシャネル・ピグマリオン・デイズに出演したり、その1年後にアルバムデビューすることも無かっただろうと笹沼は語っている。
2017年（平成29年）度シャネル・ピグマリオン・デイズ・アーティストに選ばれ、シャネル・ピグマリオン・デイズ室内楽シリーズにも2017年（平成29年）11月、2018年（平成30年）6月と11月、2019年（令和元年）6月と11月、2023年（令和5年）11月に演奏し、2024年（令和6年）7月には弦楽四重奏団の一員として演奏している。シャネル・ピグマリオン・デイズへの出演は、音楽家としての在り方や考え方の大きな転換期となり、それまではどんな内容の演奏をしていきたいか、どうやって音楽性を高め上手くなるかに比重を置いて活動していたが、観客の中には社会とクラシック音楽をどうやって繋げていくのかというプロデューサー的な発想を持っている者も多かったため、新たな観点に気付けた。
Music Dialogueアーティストでもあり、気鋭の若手演奏家と経験豊富な演奏家による音楽づくりの現場を公開する、公開リハーサルと本公演の2部構成で行われるMusic Dialogueディスカバリー・シリーズには2020年（令和3年）11月、2021年（令和4年）5月、2023年（令和5年）9月、2024年（令和6年）7月に出演。
日本チェロ協会の会員である。シュテルン・カルテット（英語: Stern Quartet）の一員でもある。
中等科2年生の3月、建て替わる前の桐朋学園仙川キャンパス新館を入って一番奥にある学長室で堤剛と初めて対面し、音楽のことではなく「今興味を持っていることはなんですか」と尋ねられ、少し戸惑ったものの戦国時代の合戦について、どの戦のどのような部分が興味深いのかを話す。堤からは、少しでも音楽家になりたい気持ちがあるなら音楽系の学校には絶対に高校から行きなさいと助言される。高校に入学してから判ったのは、音楽を通しての人との繋がりがあるということだった。高校に入学してからはチェロを堤に師事し、レッスンを毎週受けチェロ奏者としての資質や技術的に必要なことを教わりながら、技術や人柄に感化され憧れる。
堤の言葉は、たった一言でも凄く笹沼の心に入ってくるため、考えが凝り固まったり悩んでいるときに堤のほんの一言が様々なことを解きほぐしてくれ、音楽的なことのみならず様々な角度や視点から助言され思考回路はどんどんと開拓されていき、初めて対面したときの質問は幅広い視野で物事を見つめることの大切さに由来するものだと、笹沼は気付く。その後も笹沼は、新たに挑戦したいことや何かを計画するときには、いつも堤に相談しており、堤が音楽監督を務める霧島国際音楽祭などで毎年共演している。笹沼は堤から、高校を卒業した後に学習院大学でドイツ文学を専攻しつつ、桐朋学園大学で音楽全体の幅を広める努力を含め、音楽のみならず広い分野にわたって関心があり、常に新しい事を知ろうとしたり求めようと努力する、ひたむきな向学心、真摯な姿勢、論理的な思考、飲み込みの早さ、立派な体格のみならず人間としてのスケールの大きさを賞賛されている。
室内楽を堤剛のほか、徳永二男、藤原浜雄、三上桂子、佐々木亮、原田幸一郎、毛利伯郎、銅銀久弥、磯村和英などに師事。エミリオ・コロン（英語: Emilio Colón）、ラファエル・ピドゥ（英語: Raphaël Pidoux）、ガブリエル・リプキン（英語: Gavriel Lipkind）、ルイス・クラレなどのマスタークラスを受講。
独奏者として新日本フィルハーモニー交響楽団、東京都交響楽団、東京交響楽団などの国内主要オーケストラのほか、プラハ国民劇場オーケストラ、バーデンバーデンフィルハーモニー管弦楽団（英語: Philharmonie Baden-Baden）をはじめとするオーケストラや、2CELLOSなどとも共演。ル・ポン国際音楽祭 赤穂、十勝音楽祭などにも出演。室内楽奏者としてはマルタ・アルゲリッチ、ミッシャ・マイスキー、マキシム・ヴェンゲーロフ、イヴリー・ギトリス、ダン・タイ・ソン、ポール・メイエ、イェルク・ヴィトマン、上田晴子、エルサレム・カルテット（英語: Jerusalem Quartet）などとも国内外で共演。
2023年（令和5年）4月27日からHuluで独占配信されているHulu初のオリジナル映画『ゼロの音』では、劇中音楽のチェロを担当し川谷絵音に少し指南も行う。

## 作品

### アルバム
- 親愛の言葉（2019年1月23日）
- たかの舞俐 In a Different Way（2022年3月31日）
- EXTON ドヴォルザーク:チェロ協奏曲（2023年9月27日）

## 出演

### 音楽番組
- 題名のない音楽会（2019年8月24日、2022年10月15日、2024年7月13日、テレビ朝日系列）
- らららクラシック（2020年7月17日、NHK Eテレ）
- クラシックTV（2021年4月22日、NHK Eテレ）
- 創立60周年記念MBCユースオーケストラ定期演奏会～響け!若者たちのハーモニー～（2024年8月28日、MBC南日本放送）

### バラエティ
- 芸能人格付けチェック（2024年3月21日、テレビ朝日系列）
- 熱狂!1/365のマニアさん（2023年3月3日、TBS系列[注釈 16]）
- どーんと鹿児島（2019年8月28日、2021年8月25、2022年8月24日、2023年8月30日、2024年9月11日、MBC南日本放送[注釈 17]）

### ラジオ
- リサイタル・パッシオ（2022年2月13日、NHK-FM放送[注釈 18]）
- 東京オアシス（2023年2月16日、調布エフエム放送）
- まちなかSESSION エキマイク（2023年3月17日、ABSラジオ）
- エンタメSaturday（2023年5月6日、5月13日、TBSラジオ）
- ベストオブクラシック（2023年10月30日、NHK-FM放送[注釈 19]）

### インターネットラジオ
- 笹沼樹のArtist Tree（2022年9月15日 - 2023年9月22日、ぶらあぼ Web Station[53][注釈 20]）